# Nordisk bok
Nordisk bok var ett svenskt Malmö-baserat bokförlag, aktivt 1984–1994.
Under etiketten "Läsbiten" gav förlaget ut thriller-, kriminal- och äventyrsböcker för ungdomar, - bland författarna märks Folke Mellvig, Edith Nesbit, Kerstin Sundh, Olov Svedelid, Inger Edelfeldt, Maria Gripe, m.fl.
Utöver den egna utgivningen drev förlaget även två bokklubbar för barn och unga; Tintins äventyrsklubb, som distribuerade Bonnierförlagens seriealbum, och Alla barns bokklubb, som distribuerade bilderböcker från Bonnier.